# Salomé Ngaba Zogo
Pour les articles homonymes, voir Zogo.
Salomé Ngaba Zogo, née en 1951, est une enseignante, femme politique, et député camerounaise. Présidente du conseil d’administration du Réseau Local d’Economie Sociale et Solidaire de la Commune d’Ebebda, elle est membre du Rassemblement démocratique du peuple camerounais (RDPC). Elle décède le 15 août 2021 à Yaoundé,.

## Biographie

### Parcours académique
Au cours de son parcours académique, elle obtient un certificat d’aptitude au professorat de l’enseignement secondaire (CAPES), une licence en sciences naturelles en 1973, un diplôme d’études supérieures en écologie (DES) obtenu à l’université de Yaoundé I, un diplôme d’études supérieures spécialisées (DESS) en ingénierie et gestion des systèmes de formation obtenu en 2002,.
De 1974 à 1991, elle a été professeur de plusieurs lycées parmi lesquels le Lycée Général Leclerc de Yaoundé, puis inspecteur national de sciences naturelles. En tant qu'enseignant, elle participe à l’élaboration des guides pédagogiques des enseignements dans les établissements scolaires de l'enseignement primaire, secondaire et normal et à l’élaboration des curricula pour l’enseignement des sciences naturelles,.

### Parcours politique
Salomé en 2007 elle est élue conseillère municipale et en 2013 nommée deuxième adjoint au maire de la ville d’Ebebda,.
Élue en 2020, Salomé est député de la Lékié dans la région du Centre et présidente du bureau de la commission de l’éducation, de la formation professionnelle et de la jeunesse au sein du parlement,,.

### Parcours associatif
Hormis ses obligations professionnelles, elle est membre de plusieurs organisations nationales et internationales éducatives à savoir la Fédération des Écoles et Maisons Familiales Rurales du Cameroun (FEMAFARC), le Réseau Local d’Economie Sociale et Solidaire de la Commune d’Ebebda dans lesquelles est présidente du conseil d’administration; le Groupe Local pour l’Éducation, le Groupe de coordination de la Consultation Collective des ONG (CCONG)  et de l’Éducation Pour Tous (EPT) de l’UNESCO dans lesquelles elle est membre et l'International Day of African Child and Youth Cameroon (IDAY) où elle est présidente et le Réseau Formation Agropastorale Rurale (FAR) en tant que trésorière.
Elle est distinguée au titre de Dignité de grand cordon du mérité camerounais à titre posthume en 2021 par le président de la république Paul Biya.

## Distinctions
2021: Dignité de grand-cordon du Mérite camerounais à titre posthume 